# Marin (Name)
Marin ist ein überwiegend männlicher Vorname sowie ein Familienname. Für Träger des Familiennamens Marín siehe Marín.

## Herkunft und Bedeutung
Bei dem Vornamen Marin handelt es sich um die französische, bulgarische, albanische, rumänische, kroatische und mazedonische Form des ursprünglich lateinischen Namens Marinus.

## Varianten
- Eine slawische Verkleinerungsform des Vornamens ist Marinko.
- Als weiblicher Vorname tritt in Island die Form Marín auf.[3]

## Namensträger

### Männlicher Vorname
- Marin Aničić (* 1989), bosnisch-herzegowinischer Fußballspieler
- Marin Barišić (* 1947), kroatischer römisch-katholischer Bischof
- Marin Barleti (um 1450–1513), albanische Schriftsteller
- Marin Čilić (* 1988), kroatischer Tennisspieler
- Marin Constantin (1925–2011), rumänischer Komponist und Dirigent
- Marin Držić (1508–1567), kroatischer Schriftsteller
- Marin Getaldić (1568–1626), Mathematiker und Physiker aus Dubrovnik
- Marin Goleminow (1908–2000), bulgarischer Komponist
- Marin Jakoliš (* 1996), kroatischer Fußballspieler
- Marin Karmitz (* 1938), rumänisch-französischer Filmproduzent und -regisseur
- Marin Leovac (* 1988), kroatisch-österreichischer Fußballspieler
- Marin Marais (1656–1728), französischer Gambist und Komponist
- Marin Mersenne (1588–1648), französischer Theologe, Mathematiker und Musiktheoretiker
- Marin Petrić (* 1980), deutscher Basketballspieler kroatischer Abstammung
- Marin Radu (* 1956), rumänischer Fußballspieler
- Marin Le Roy de Gomberville (1600–1674), französischer Romanschriftsteller
- Marin Šego (* 1985), kroatischer Handballtorwart
- Marin Soljačić (* 1974), kroatischer Physiker und Elektroingenieur
- Marin Srakić (* 1937), kroatischer römisch-katholischer Bischof
- Marin Tomasov (* 1987), kroatischer Fußballspieler

### Weiblicher Vorname
- Marin Alsop (* 1956), US-amerikanische Dirigentin
- Marin Hinkle (* 1966), US-amerikanische Schauspielerin
- Marin Ireland (* 1979), US-amerikanische Schauspielerin

### Familienname
- Alexandru Marin (* 1957), rumänischer Rugby-Union-Spieler
- Anaïs Marin (* 1977), französische Politologin und Osteuropaexpertin
- Analía Marín (* 1983), argentinische Ruderin
- Andrea Álvarez Marín (* 1986), costa-ricanische Politikerin
- Andreea Marin (* 1974), rumänischer Fernsehmoderator
- Andreu Marín, spanischer Handballschiedsrichter
- Aneta Marin (* 1957), rumänische Ruderin
- Antonio Marin (* 2001), kroatischer Fußballspieler
- Auguste Marin (1860–1904), französischer Schriftsteller
- Bernd Marin (* 1948), österreichischer Soziologe
- Biagio Marin (1891–1985), italienischer Dichter und Poet
- Bruno Marin (* 1941), italienischer Benediktinerabt, Abtpräses der Kongregation von Subiaco
- Carlo Antonio Marin (1745–1815), venezianischer Geschichtsschreiber
- Claire Marin (* 1974), französische Philosophin, Schriftstellerin und Dozentin für Philosophie
- Claudiu Marin (* 1972), rumänischer Ruderer
- Cheech Marin (* 1946), US-amerikanischer Schauspieler
- Christian Marin (1929–2012), französischer Schauspieler und Musiker
- Corneliu Marin (* 1953), rumänischer Fechter
- Dalia Marin, österreichische Ökonomin
- Edmond Marin La Meslée (1912–1945), französischer Kampfpilot
- Edwin L. Marin (1899–1951), US-amerikanischer Regisseur
- Elisabetta Marin (* 1977), italienische Leichtathletin
- Emilio Marin (* 1951), kroatischer Archäologe
- Florencio Marin (* 1936/38) Politiker, Belize
- Florin Marin (* 1953), rumänischer Fußballspieler und -trainer
- Frédéric Marin-Cudraz (* 1974), französischer Skirennläufer
- Georg Marin (1946–2025), österreichischer Schauspieler
- Gheorghe Gaston-Marin (1918–2010), rumänischer Kommunist
- Horst Marin (* 1932), deutscher Politiker (SPD)
- Ion Marin (* 1960), rumänisch-österreichischer Dirigent und Musikpädagoge
- Jacopo Marin (* 1984), italienischer Leichtathlet
- Jacques Marin (Schauspieler) (1919–2001), französischer Schauspieler
- Jacques-Barthélémy Marin (1772–1848), französischer General der Infanterie

- Jean Marin (Yves Morvan) (1909–1995), französischer Journalist und Widerstandskämpfer
- Jean-Yves Marin (* 1955), französischer Archäologe, Mediävist und Chefkonservator von Kulturerbe
- Jeronim Marin (* 1975), kroatischer Ordensgeistlicher, Abtpräses
- John Marin (1870–1953), US-amerikanischer Architekt und Maler
- Jonathan Marin (* 1982), kolumbianischer Radrennfahrer
- José Maria Marin (1932–2025), brasilianischer Politiker und Fußballfunktionär
- Juan Antonio Marín (* 1975), costa-ricanischer Tennisspieler
- Lasar Marin (* 1994), bulgarischer Fußballspieler
- Louis Marin (1931–1992), Philosoph, Historiker, Semiotiker, Kunsthistoriker und -kritiker
- Louis Marin (Politiker) (1871–1960), französischer Politiker
- Louis Stanislas Marin-Lavigne (1797–1860), französischer Maler und Lithograf
- Luca Marin (* 1986), italienischer Schwimmer
- Luciano Marin (1931–2019), italienischer Schauspieler
- Maguy Marin (* 1951), französische Tänzerin
- Marco Marin (* 1963), italienischer Säbelfechter und Olympiasieger
- Marcus Marin (* 1966), deutscher Fußballspieler
- Marius Marin (* 1998), rumänischer Fußballspieler
- Marko Marin (* 1989), deutscher Fußballspieler
- Matej Marin (1980–2021), slowenischer Radrennfahrer
- Mauricio Marin (* 1994), deutscher Basketballspieler
- Michel-Ange Marin (1697–1767), französischer Ordenspriester und Schriftsteller
- Micusor Marin (* 1967), rumänischer Rugby-Union-Spieler
- Mihail Marin (* 1965), rumänischer Schachspieler
- Nicolas Marin (* 1980), französischer Fußballspieler
- Noémie Marin (* 1984), kanadische Softballspielerin
- Olimpiu Marin (* 1969), rumänischer Sportschütze
- Orlando Marin (Musiker) (1935–2023), US-amerikanischer Musiker
- Orlando Marín (Fußballspieler) (1942–2014), kolumbianischer Fußballspieler
- Pavel Marin (* 1995), estnischer Fußballspieler
- Petre Marin (* 1973), rumänischer Fußballspieler
- Rafael Marin (* 1862), spanischer Gitarrenpädagoge und Flamencogitarrist
- Răzvan Marin (* 1996), rumänischer Fußballspieler
- Rosario Marin (* 1958), US-amerikanische Regierungsbeamtin
- Sanna Marin (* 1985), finnische Politikerin
- Șerban Marin (* 1968), rumänischer Mediävist
- Simon Marin (* 1987), venezolanischer Radrennfahrer